# Aleksiej Wenecjanow
Aleksiej Wenecjanow, ros. Алексей Гаврилович Венецианов (ur. 7 lutego?/18 lutego 1780 w Moskwie, zm. 4 grudnia?/16 grudnia 1847 we wsi Poddubie) – malarz rosyjski, znany ze swoich obrazów poświęconych życiu ludności chłopskiej i innych zwykłych ludzi.
Wenecjanow pochodził z niezamożnej rodziny kupieckiej pochodzenia greckiego. Pracował jako geodeta w zarządzie lasów. Przeniósł się do Petersburga z zamiarem nauki malarstwa. Początkowo kopiował obrazy z galerii Ermitażu, następnie rozpoczął naukę u Władimira Borowikowskiego. W roku 1808 zdobył posadę urzędnika. Zaczął wydawać zbiory karykatur, wkrótce zabronione przez cenzurę. W roku 1811 uzyskał tytuł malarza akademickiego.
Od roku 1819 poświęcił się wyłącznie malarstwu. Nabył wieś Safonkowo w guberni twerskiej i zamieszkał tam na stałe. W połowie lat dwudziestych XIX wieku ufundował i prowadził tam własną szkołę malarstwa, kształcącą bezpłatnie dzieci chłopskie. Jej absolwentami było kilkunastu późniejszych malarzy, m.in. Grigorij Soroka.
Ubiegał się bezskutecznie o stanowisko profesora na Akademii Sztuk Pięknych. Car Mikołaj I mianował go malarzem nadwornym. 
Wenecjanow zmarł wskutek wypadku podczas podróży wozem konnym. Został pochowany na wiejskim cmentarzu we wsi Dubrowskoje (obecnie Wenecjanowo). 

## Galeria

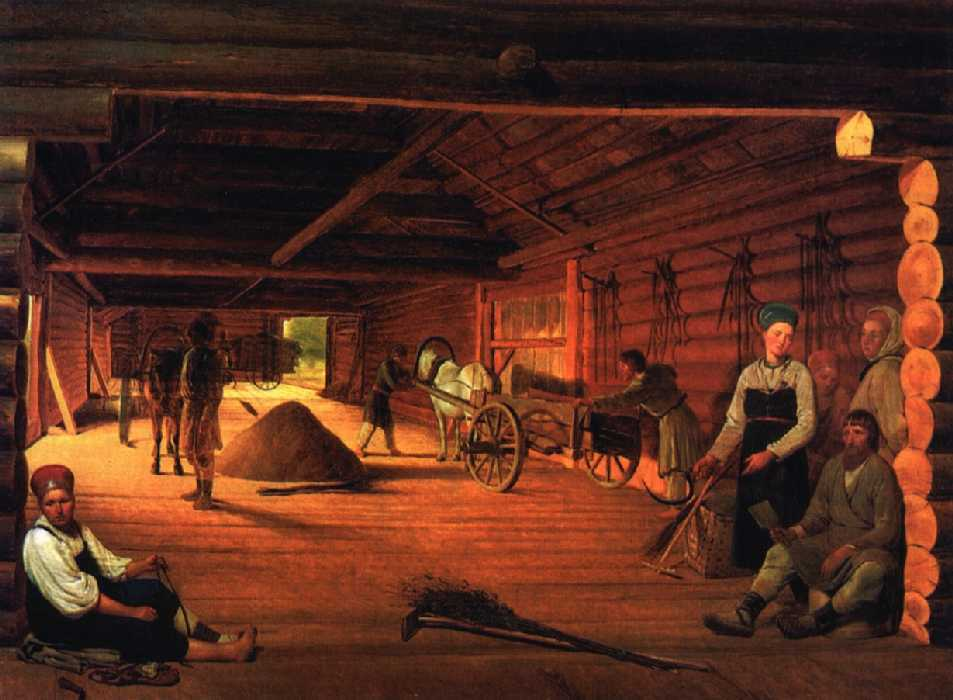
Na klepisku, 1821-1823
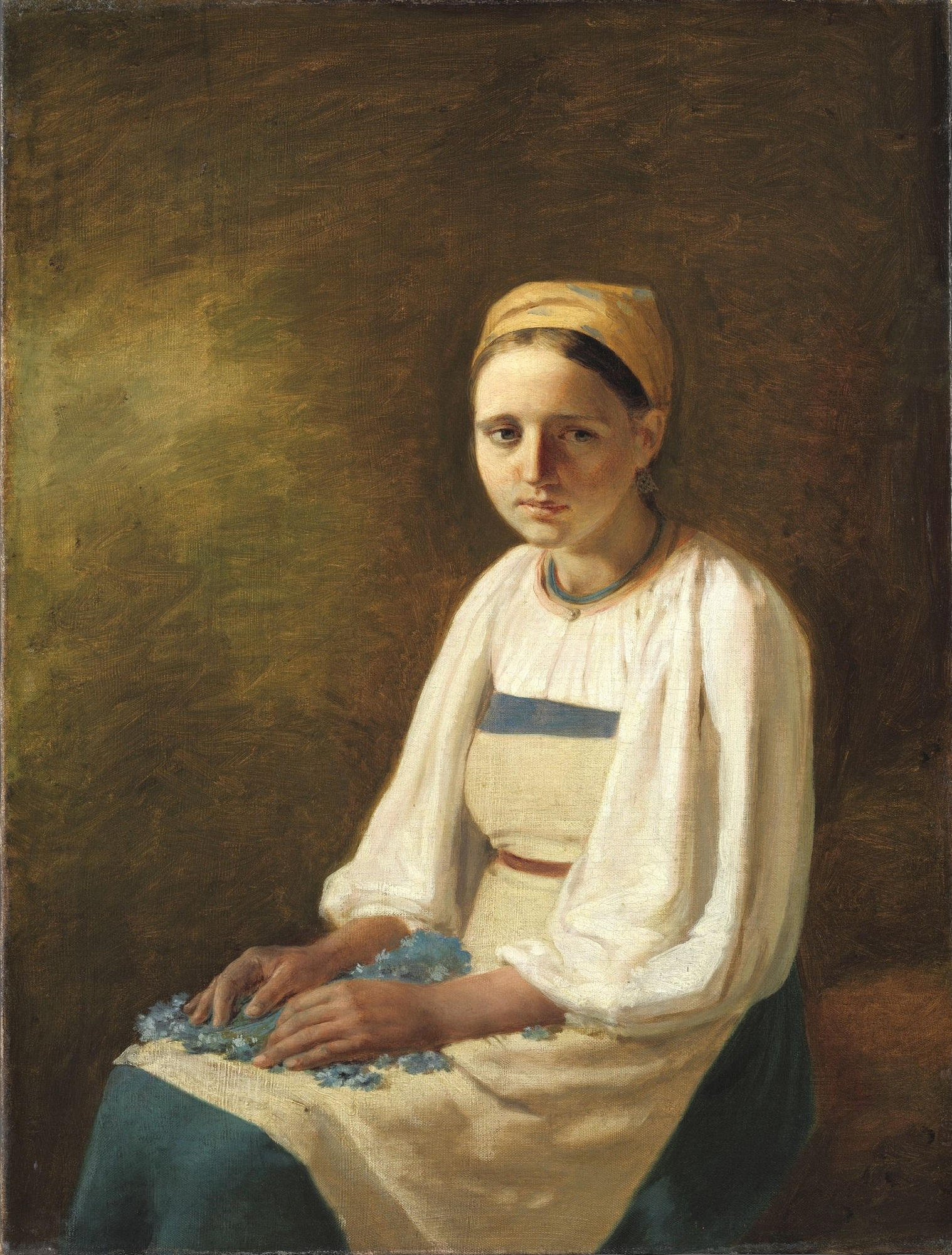
Chłopka z chabrami, ok. 1820
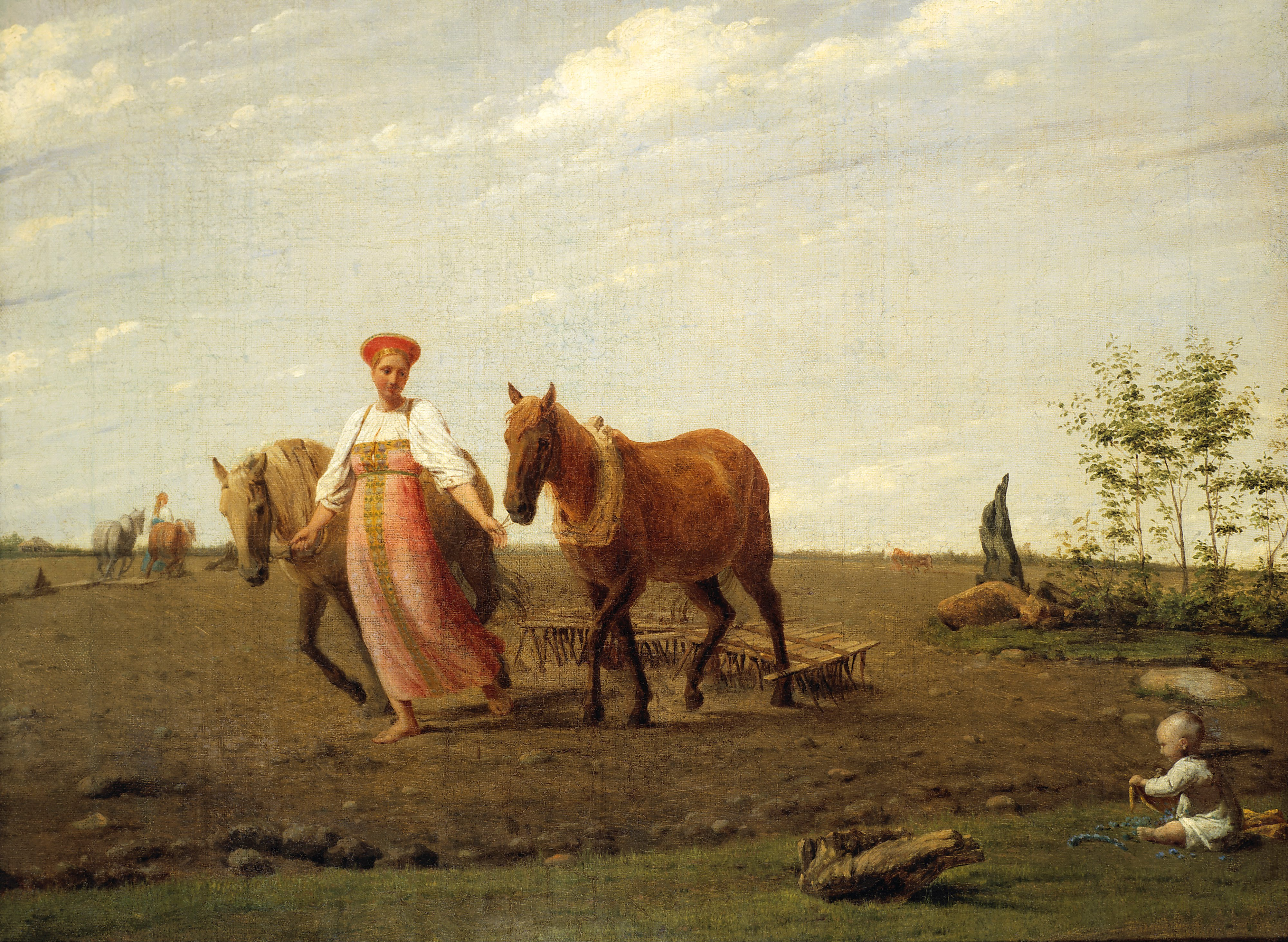
Wiosenna orka, ok. 1820
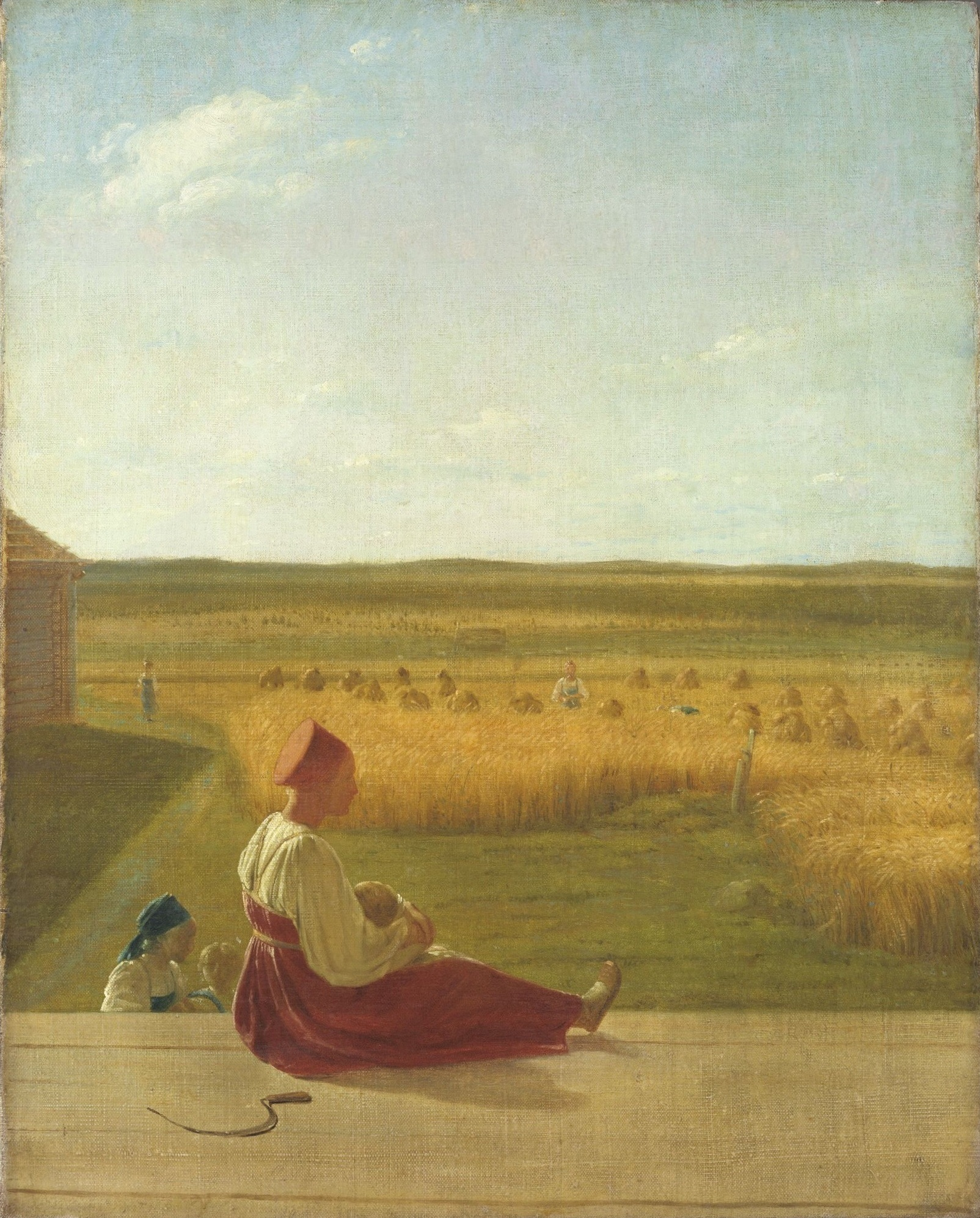
Żniwa, ok. 1820
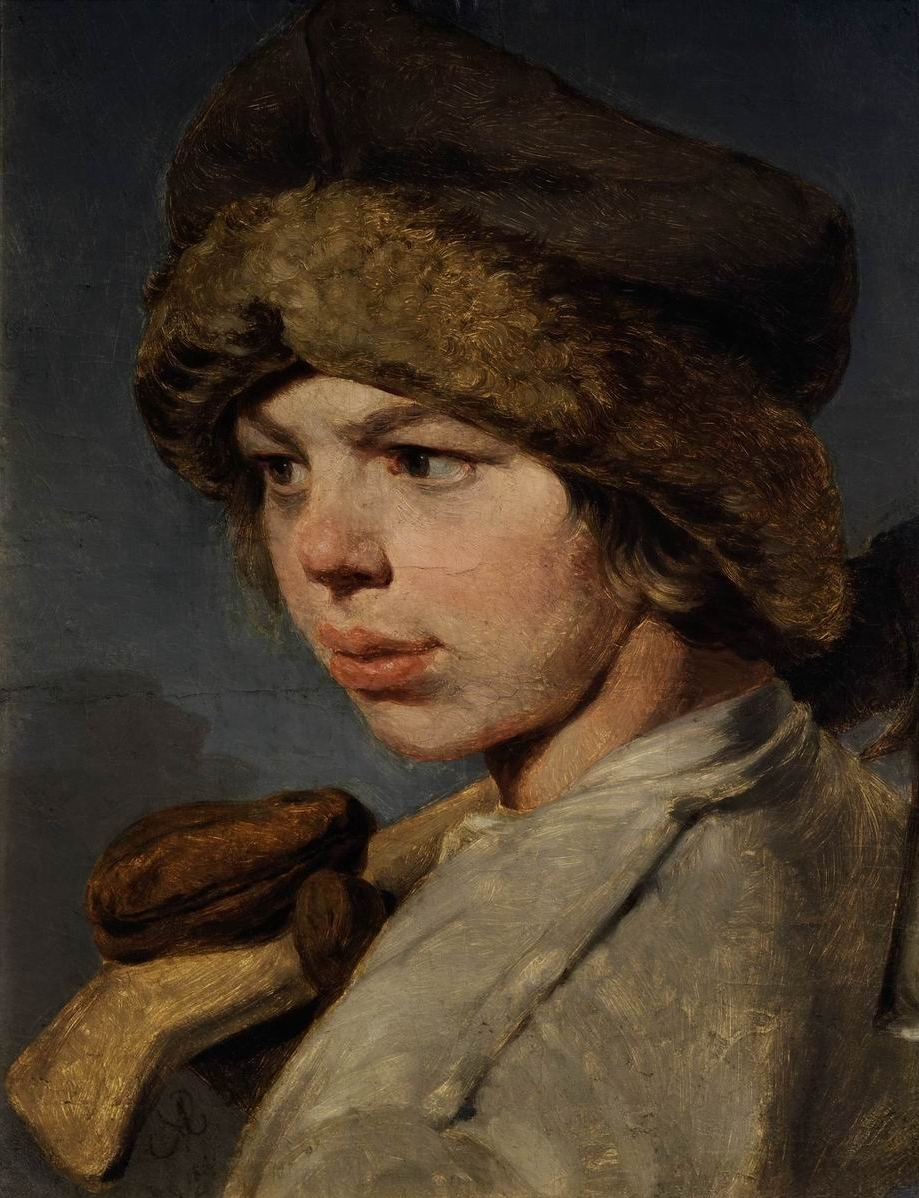
Zacharka, 1825
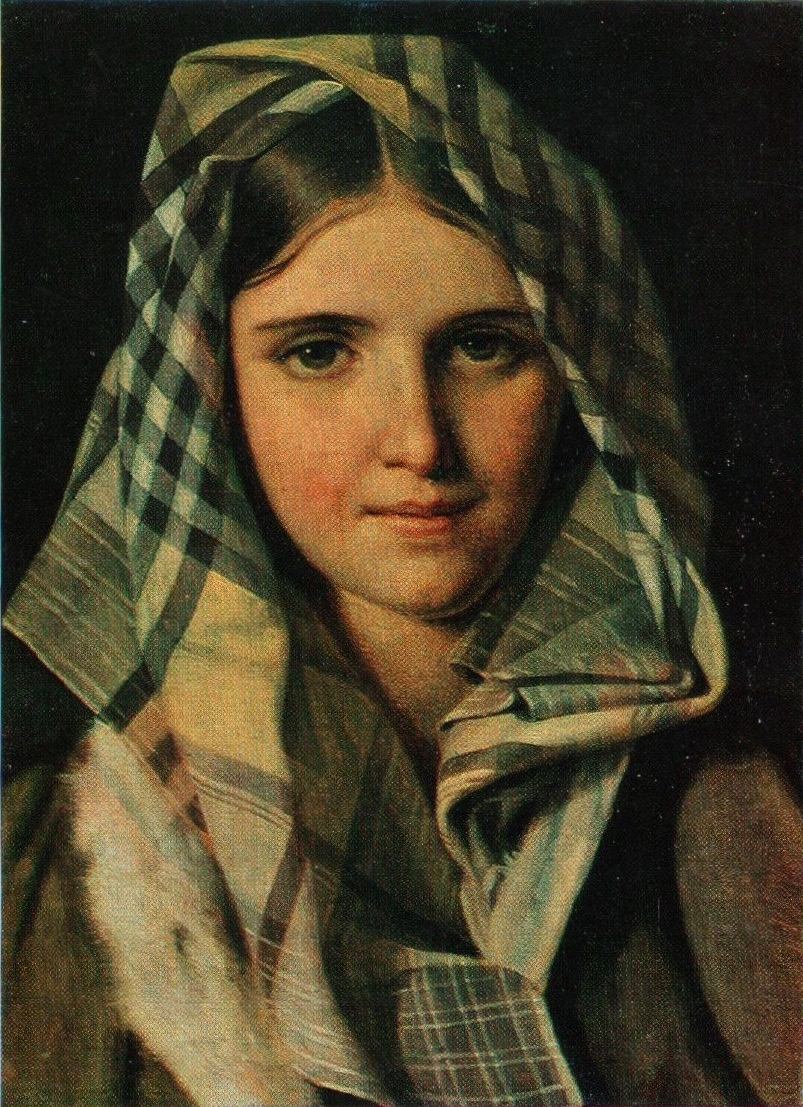
Dziewczyna w kraciastej chustce
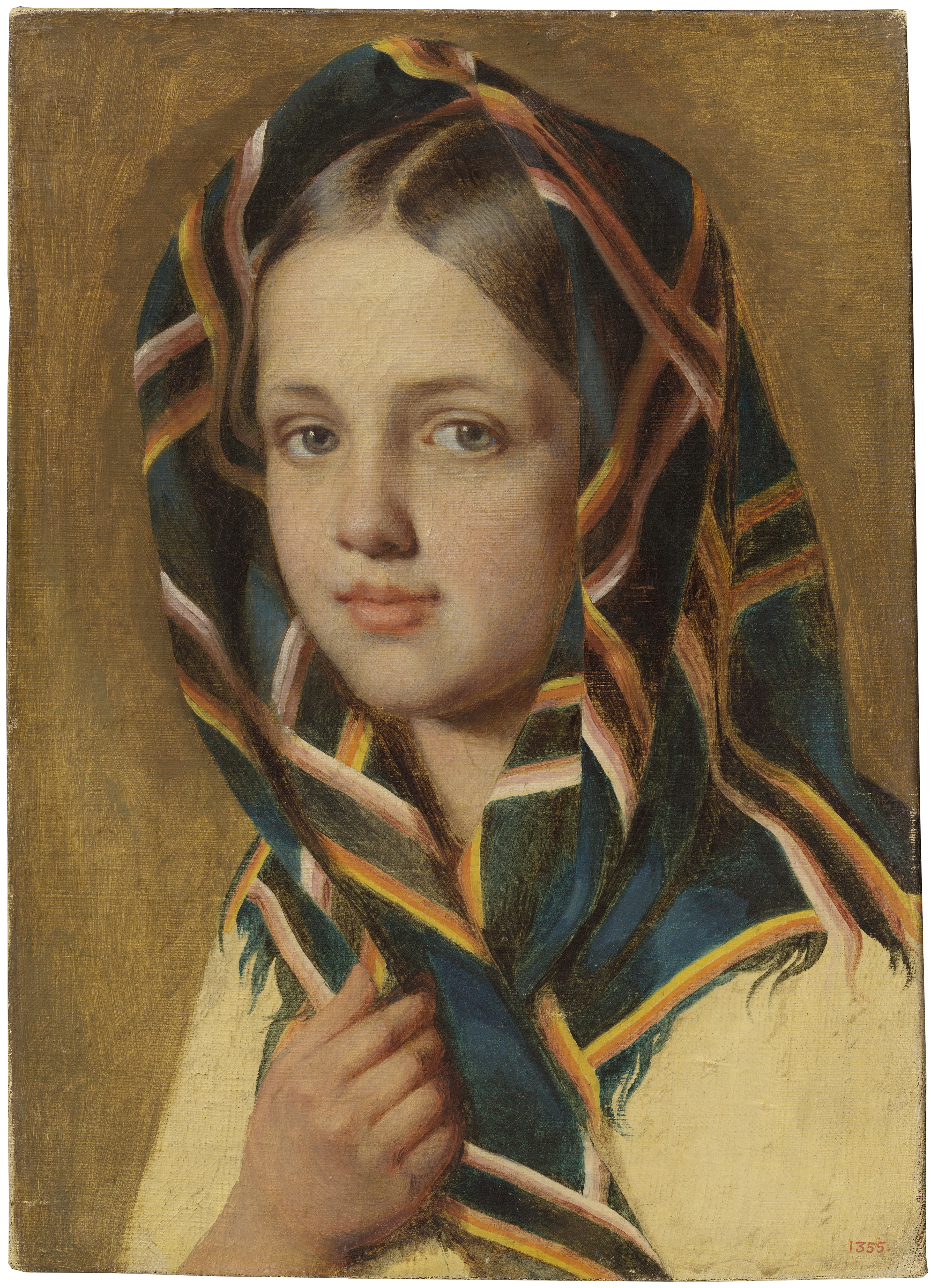
Dziewczyna w chustce
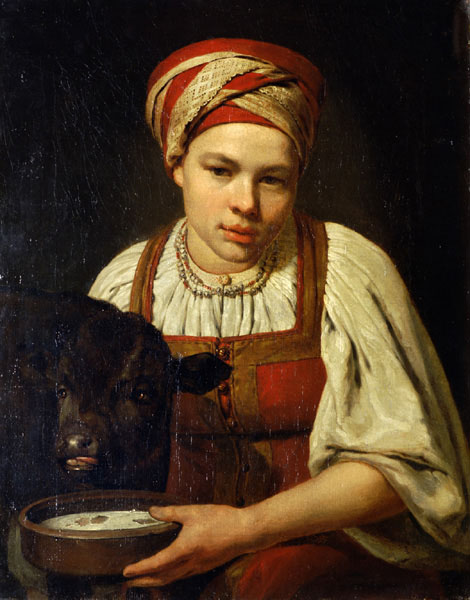
Dziewczyna z cielęciem
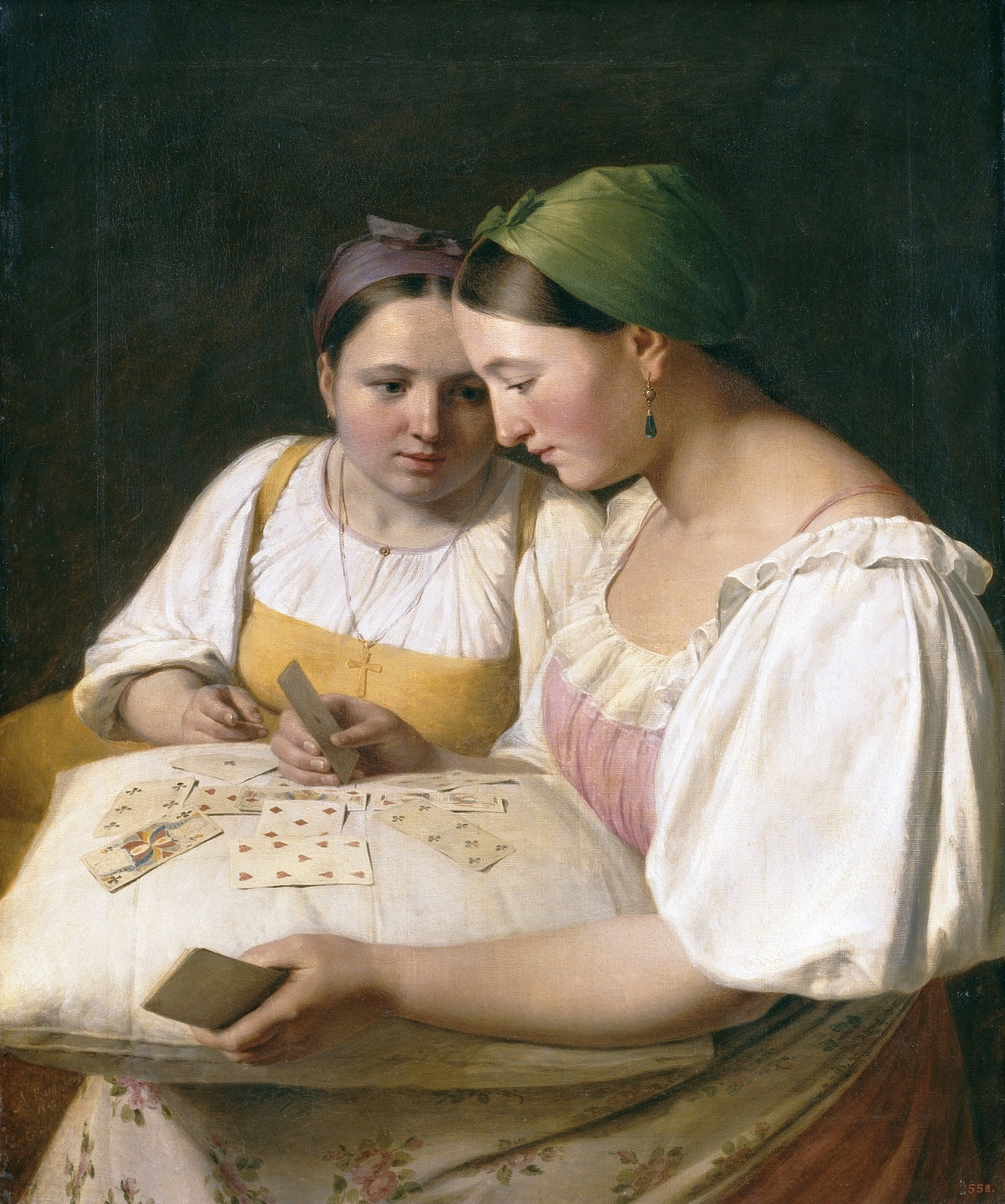
Wróżka, 1842
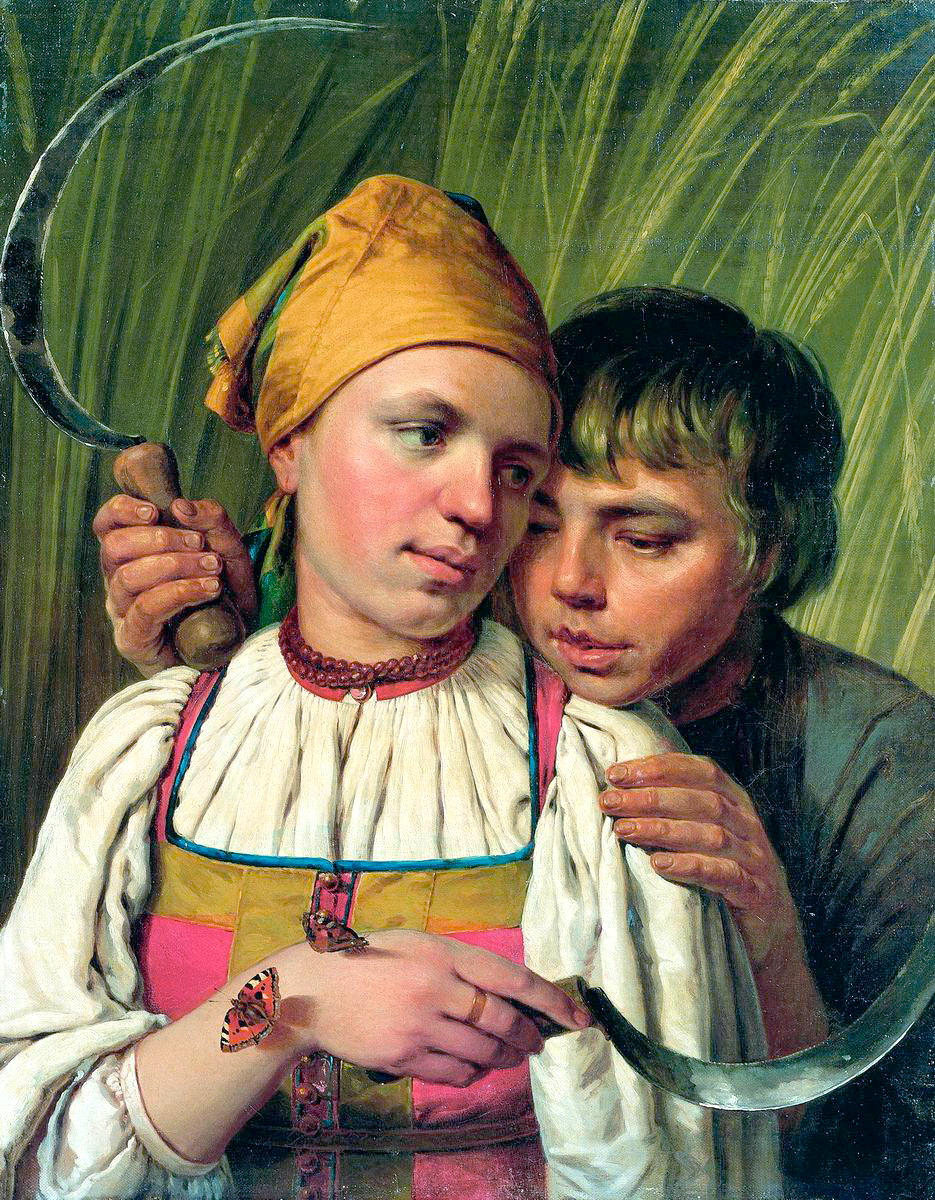
Żniwiarze
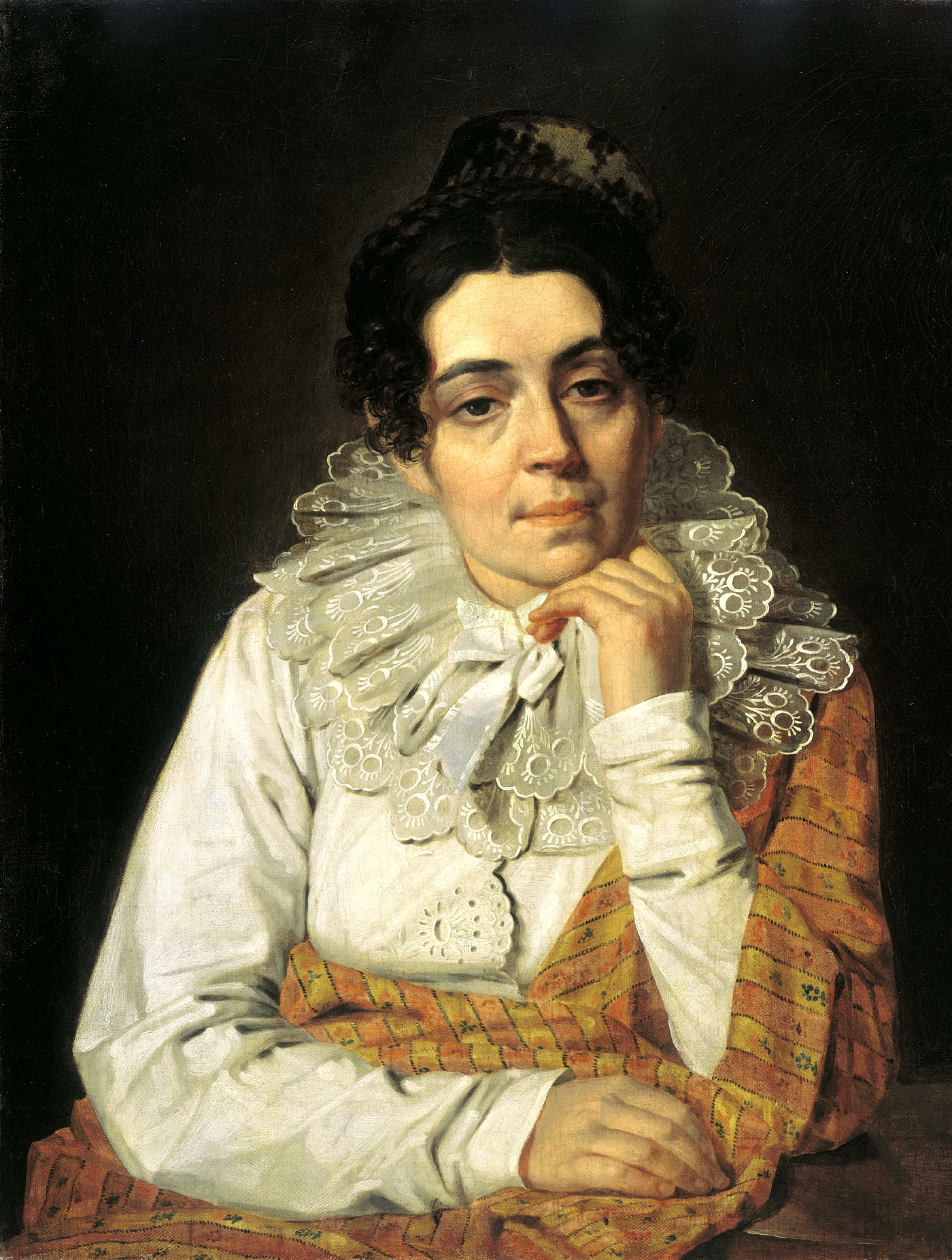
Portret żony, ok. 1810